# Peter Bernasconi (Politiker, 1948)
Peter Bernasconi (* 3. Mai 1948) ist ein Schweizer Politiker (SP).

## Leben

### Ausbildung und Beruf
Bernasconi wuchs in Grenchen auf. Er besuchte die dortige Schule und ging später auf die Kantonsschule in Solothurn. Von 1969 bis 1972 besuchte er die Fachhochschule Burgdorf, wo er einen Abschluss als Bauingenieur FH erhielt. Von 1974 bis 1975 besuchte er die Fachhochschule Brugg/Windisch und machte dort einen Abschluss als Raumplaner NDS/HTL. Danach arbeitete er in einem privaten Ingenieurbüro als Raumplaner. Von 1977 bis 1988 war Bernasconi Wissenschaftlicher Adjunkt im 
Bundesamt für Forstwesen und Landschaftsschutz. Von 2005 bis 2008 absolvierte er an der Berner Fachhochschule berufsbegleitend eine Ausbildung zum Mediator. Seit dem 1. Januar 2009 arbeitet er als selbständiger Berater und Mediator.
Bernasconi ist verheiratet und hat zwei Kinder, einen Sohn und eine Tochter.

### Politische Karriere
Bernasconi sass von 1985 bis 1988 im Gemeinderat von Worb. Von 1989 bis 2008 war er Hauptamtlicher Gemeindepräsident von Worb. Des Weiteren ist er seit dem 1. Juni 1998 Mitglied im Grossen Rat des Kantons Bern für den Wahlkreis Mittelland-Nord und gehört der Fraktion SP-JUSO-PSA an. Ab 2006 gehörte er der Justizkommission des Grossen Rates an. Bei der Grossratswahl 2014 trat Bernasconi nicht mehr an und schied damit am 31. Mai 2014 aus dem Parlament aus.